# Mikwe (Straßburg)

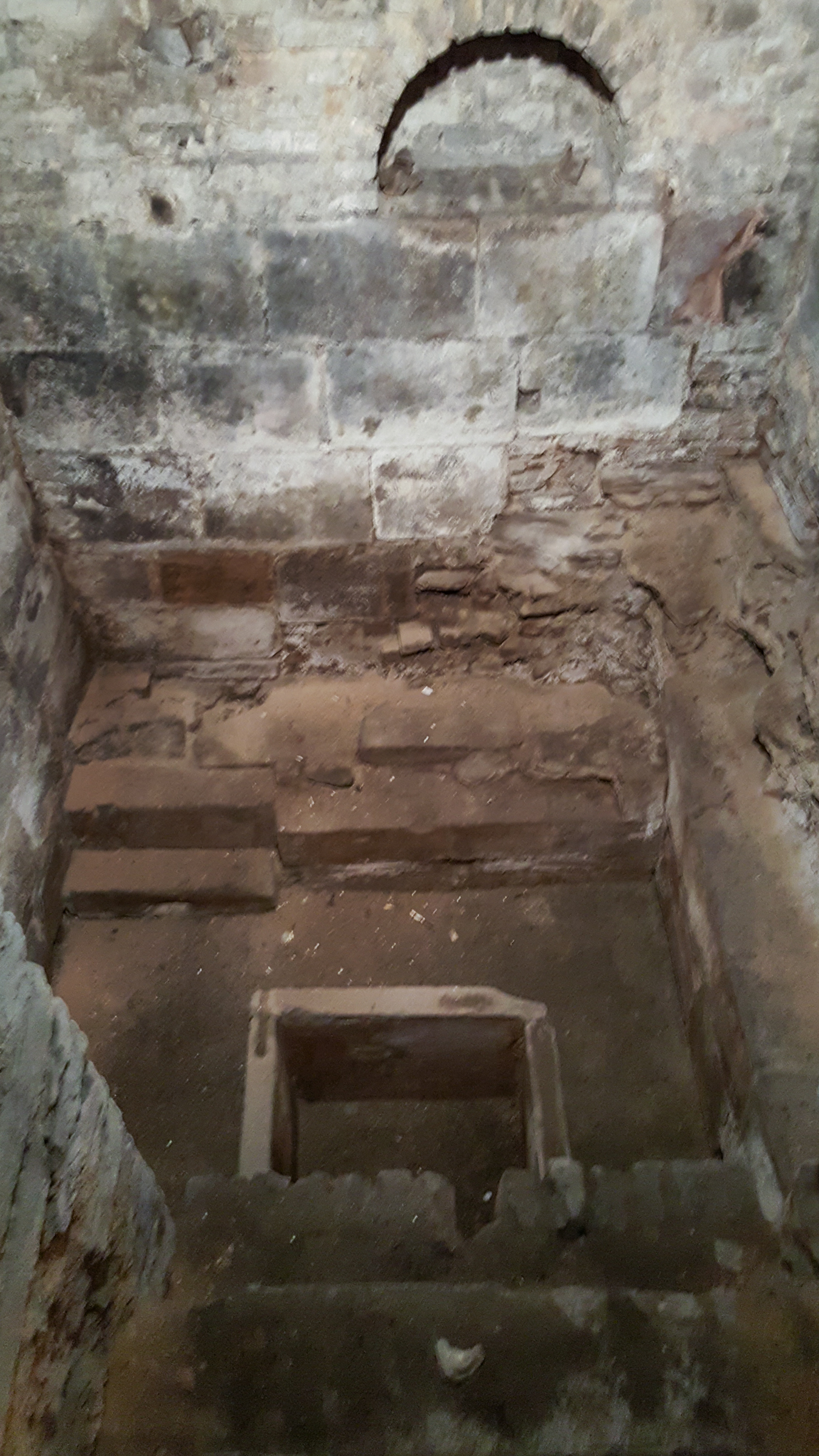
Mikwe in Straßburg

Die Mikwe in Straßburg, einer Stadt im Département Bas-Rhin in der französischen Region Grand Est, wurde im 17. Jahrhundert erbaut. Die Mikwe in der Nr. 20 rue des Charpentiers ist seit 1985 als Monument historique klassifiziert und kann besichtigt werden.